# Предел огнестойкости
Предел огнестойкости — показатель сопротивляемости конструкции огню (огнестойкости).

## Определение
Определяется по результатам огневого испытания. Выражается в количестве минут от начала огненного воздействия до проявления одного или последовательно нескольких признаков предельных состояний (нормируемых для данной конструкции):
- Потеря несущей способности (R) строительной конструкции при пожаре соответствует её обрушению либо возникновению предельного прогиба или скорости нарастания предельных деформаций.
- Потеря целостности (E) проявляется образованием в конструкции сквозных отверстий или трещин, через которые на обратную (необогреваемую) поверхность проникают продукты горения и (или) открытое пламя.
- Потеря теплоизолирующей способности характеризуется повышением температуры на необогреваемой поверхности конструкции до предельных значений (I) или достижением предельной величины плотности теплового потока на нормируемом расстоянии от необогреваемой поверхности конструкции (W).

Предел огнестойкости для заполнения проёмов в противопожарных преградах наступает при потере целостности (Е), теплоизолирующей способности (I), достижении предельной величины плотности теплового потока (W) и (или) дымогазонепроницаемости (S).

## Пределы огнестойкости противопожарных преград
| Наименование противопожарных преград | Тип противопожарных преград | Предел огнестойкости противопожарных преград, не менее | Тип заполнения проёмов в противопожарных преградах | Тип тамбур-шлюза |
| Стены                                | 1                           | REI 150                                                | 1                                                  | 1                |
| Стены                                | 2                           | REI 45                                                 | 2                                                  | 2                |
| Перегородки                          | 1                           | EI 45                                                  | 2                                                  | 1                |
| Перегородки                          | 2                           | ЕI 15                                                  | 3                                                  | 2                |
| Перекрытия                           | 1                           | REI 150                                                | 1                                                  | 1                |
| Перекрытия                           | 2                           | REI 60                                                 | 2                                                  | 1                |
| Перекрытия                           | 3                           | REI 45                                                 | 2                                                  | 1                |
| Перекрытия                           | 4                           | REI 15                                                 | 3                                                  | 2                |